# Slavko Šlander
Slavko Šlander (ilegalno ime Aleš), slovenski komunist, partizan in narodni heroj, * 20. junij 1909, Dolenja vas pri Preboldu, † 24. avgust 1941, Maribor.
Slavko Šlander, po poklicu zobotehnik, se je rodil staršema krojaču Alojzu in Mariji rojeni Regula v Dolenji vasi pri Preboldu. Ustreljen kot talec 24. avg. 1941 v Mariboru pod ilegalnim imenom Franc Veber, upepeljen v Gradcu, žara je od leta  1949 v grobnici narodnih herojev v Ljubljani. Po njem se je poimenovala leta 1943 na Štajerskem ustanovljena 6. slovenska narodnoosvobodilna udarna brigada »Slavko Šlander«. Po brigadi se je imenoval dom v Kamniku, v katerem je danes knjižnica, po Šlandru pa mestna četrt v Celju. ulica v Mariboru, trg v Žalcu. Za narodnega heroja Jugoslavije je bil proglašen že med vojno, 25. oktobra 1943.
Njegova sestra je bila Vera Šlander.

## Življenje
Šlander je obiskoval osnovno šolo v Preboldu, meščansko v Žalcu in Celju (po 2 leti), se 3 leta učil zobotehničnega poklica v Rogaški Slatini; po pomočniškem izpitu je tu še nekaj časa delal. Leta 1928 se je preselil v Prebold, bil član sokolskega društva, režiral, igral, se bavil z glasbo, fotoamaterstvom in športom. Nekaj let se je v službo vozil v Celje, se 1932 v Celje preselil in bil tam bil sprejet v KPJ. Ko so jeseni 1933 odkrili njene celice v Celju in Savinjski dolini, je bil Šlander od 29. novembra 1933 zaprt in med 22 obtoženci v Celju obsojen na 3 leta robije in izgubo državljanskih pravic. Zaporno kazen je najprej prestajal v Mariboru, od 10. julija 1934 pa v Sremski Mitrovici. Po prestani kazni je ostal brez službe in koncesije za delo, zato je blizu doma v Latkovi vasi uredil lastno pollegalno zobno ordinacijo, a bil tudi v tem času večkrat za krajše odobje zaprt. Da bi se izognil pregonu v koncentracijsko taborišče v Bileći, se je 7. februarja 1940 umaknil v ilegalo v okolico Celja, na pomlad pa preselil v Maribor, konec 1940 na trbovljsko področje, tu padel policiji v roke, a ušel, bil nato v revirjih do nemškega napada na Jugoslavijo. Dne 7. avgusta 1941 so ga v Mariboru (Kolodvorska ul., v bližini njegovega ilegegalnega stanovanja) aretirali, ko je skušal rešiti iz rok  gestapovcev narodno heroino Slavo Klavoro.

## Partijsko delo
Šlander je znal vrsto tujih jezikov in bil v svoji stroki zelo cenjen. V Preboldu je ustanovil partijsko celico, med prvimi vanjo vključil brata Vilka. V Celju je delal v delavsko prosvetnem društvu Svoboda in med tamkajšnimi komunisti kmalu prevzel vodilno vlogo. V ilegali je najprej v okolici Celja organiziral partijsko tehniko; v Mariboru je kot inštruktor KPS razvijal vedno večjo revolucionarno dejavnost, kot sekretar PK KPS za severno Slovenijo je v tem okolju polagal temelje NOB, a zaradi nemške okupacije v izredno težkih okoliščinah.
Šlander je kot sekretar OK Celje organizacijsko pripravil I. konferenco KPS in se je 17. in 18. aprila 1938 v Šmiglovi zidanici nad Grajsko vasjo tudi udeležil (prisoten tudi Tito); 9. in 10. junija 1939 se je skupaj z 30 uglednimi voditelji KPJ udeležil posvetovanja v Ljubljani. Udeležil se je II. konference KPS v Silvestrovi noči 1940 v Medlogu pri Celju (Joštov mlin); III. konf. 29. junija 1940 v Vinjah nad Dolskim, in bil tu izvoljen za kandidata CK KPS in za delegata na V. državni konferenci v Zagrebu (19.–23. oktobra 1940). Ob nemškem napadu na Jugoslavijo je Šlander z vojaškimi prostovoljci na Dolenjskem doživel razsulo jugoslovanske vojske in se vrnil k partijskemu delu na Štajerskem. V Ljubljani je bil na seji CK KPS 26. aprila 1941 sprejet CK; se tu udeležil partijske konference (Ivančičeva vila) 1. junija 1941 in okrog 15. julija 1941 seje, ko je glavno poveljstvo slovenskih partizanskih čet sklenilo začeti oborožen upor.